# 積分飽和
積分飽和（Integral windup或integrator windup）是指PID控制器或是其他有積分器的控制器中的現象，是指誤差有大幅變化（例如大幅增加），積分器因為誤差的大幅增加有很大的累計量，因此造成過沖，而且當誤差變為負時，其過沖仍維持一段時間之後才恢復正常的情形。

## 成因及特性
積分飽和常因為實際系統的限制所造成，實際系統和理想系統不同，有些理想系統中的訊號，在實際系統中會有飽和問題，因此系統的輸出會限制在其上限或是下限，例如一個輸出為0-5V的系統，輸出電壓不可能超過5V，也不可能低於0V。
若因為實際系統的限制，控制器的輸出無法再影響控制變數，此時即為積分飽和的情形，例如輸出為0-5V的系統，理想的輸出在5V和6V之間變化，但實際輸出均維持在5V，這段控制器的輸出無法再影響控制變數，即為積分飽和。需要等理想輸出低於5V以下時，實際輸出會隨理想輸出變化，控制器的輸出無法再影響控制變數。控制器中若有積分器，其累計輸出的變化會隨積分時間而不同，若積分時間長時，其變化較慢，因此此現象會很明顯。
積分飽和在類比的控制器中問題更大。若配合分散式控制系統或是用可程式邏輯控制器控制，可以限制內部的控制器輸出或是積分累計量，或是配合外部的積分重置信號，在理想輸出及實際輸出不一致時重置積分，即可避免此情形，在PID控制器中可以用此方式處理。

## 對策
此問題可以用以下方式處理：
- 將控制器中積分器的累計值初始化到一理想的值。
- 若積分飽和因為目標值突然變化而產生，將目標值以適當斜率的斜坡變化可避免此情形。
- 有條件積分（Conditional Integration）暫停積分機能，在程序變數（PV）回到可控制範圍內才繼續積分[2]。
- 將積分累計量限制上下限，避免積分累計量超過限制值[3]。
- 若輸出飽和時，重新計算積分累計量，使輸出回到合理的範圍[4][5][2]。
- Clegg積分器：在誤差接近零，或是誤差由正轉負，由負轉正時，將積分量清除為零.[6]。若控制器在誤差已變號時，仍維持相同的誤差積分量，有可能產生擾動Clegg積分器可以避免此情形，不過有些應用為了讓過程維持在設定點，需要有微小的非零控制量，這時就不適合使用Clegg積分器，Clegg積分器反而會造成擾動。[7]。